# Numero ettagonale

I primi cinque numeri ettagonali

Un numero ettagonale è un numero poligonale che rappresenta un ettagono di {\displaystyle n} lati. L'{\displaystyle n}-esimo numero ettagonale può essere calcolato con la formula:
{\displaystyle H_{n}={\frac {5n^{2}-3n}{2}}.}
I primi 20 numeri ettagonali sono:
1, 7, 18, 34, 55, 81, 112, 148, 189, 235, 286, 342, 403, 469, 540, 616, 697, 783, 874, 970, 1071, 1177, 1288, 1404, 1525, 1651, 1782, 1918, 2059, 2205, 2356, 2512, 2673, 2839, 3010, 3186, 3367, 3553, 3744, 3940, 4141, 4347, 4558, 4774, 4995, 5221, 5452, 5688 (successione A000566 dell'OEIS)..

Costruzione dei primi cinque numeri ettagonali

La parità dei numeri ettagonali segue il modello dispari-dispari-pari-pari. Come nel caso dei numeri quadrati, la radice digitale in base 10 di un numero ettagonale può essere solo 1, 4, 7 o 9.
Il quintuplo di un numero ettagonale aumentato di 1 è un numero triangolare.
La formula per la somma dei reciproci dei numeri ettagonali è data da
{\displaystyle \sum _{n=1}^{\infty }{\frac {2}{n(5n-3)}}={\frac {1}{15}}{\pi }{\sqrt {25-10{\sqrt {5}}}}+{\frac {2}{3}}\ln(5)+{\frac {{1}+{\sqrt {5}}}{3}}\ln \left({\frac {1}{2}}{\sqrt {10-2{\sqrt {5}}}}\right)+{\frac {{1}-{\sqrt {5}}}{3}}\ln \left({\frac {1}{2}}{\sqrt {10+2{\sqrt {5}}}}\right).}
La funzione generatrice per i numeri ettagonali è
{\displaystyle {\frac {x(4x+1)}{(1-x)^{3}}}.}
I numeri ettagonali soddisfano la seguente formula ricorsiva:
{\displaystyle H_{m+n}=H_{m}+H_{n}+5mn.}

## Numeri ettagonali generalizzati
Un numero ettagonale generalizzato è ottenuto dalla formula
{\displaystyle T_{n}+T_{\left\lfloor {\frac {n}{2}}\right\rfloor },}
dove {\displaystyle T_{n}} è l'{\displaystyle n}-esimo numero triangolare. I primi numeri ettagonali generalizzati sono:
1, 4, 7, 13, 18, 27, 34, 46, 55, 70, 81, 99, 112 (successione A085787 dell'OEIS).
Ogni altro numero ettagonale generalizzato è un regolare numero ettagonale. Esclusi 1 e 70, nessun altro numero ettagonale generalizzato è anche un numero di Pell.